# Gruczoły opuszkowo-cewkowe
Gruczoły opuszkowo-cewkowe, gruczoły Cowpera (łac. glandulae bulbourethrales) – w anatomii człowieka parzysty gruczoł wielkości ziarna grochu, znajdujący się poniżej gruczołu krokowego, otwierający się do cewki moczowej w obrębie tylnej ściany jej opuszki. Gruczoły te odpowiadają za wydzielanie przezroczystej wydzieliny (preejakulatu) z cewki moczowej. Wydzielina ta zabezpiecza plemniki przed kwaśnym środowiskiem cewki moczowej i pochwy, gdyż jest to płyn o charakterze zasadowym.
Powstająca wydzielina stanowi naturalny lubrykant ułatwiający stosunek płciowy. Sądzi się także, że pozwala on na przeczyszczenie cewki moczowej przed ejakulacją (wytryskiem). Wydzielina ta może zawierać znaczne ilości żywych plemników.
Nazwa eponimiczna upamiętnia angielskiego anatoma i chirurga Williama Cowpera.